# Финтинеле (Андрієшень, Ясси)
Финтинеле (рум. Fântânele) — село у повіті Ясси в Румунії. Входить до складу комуни Андрієшень.
Село розташоване на відстані 354 км на північ від Бухареста, 44 км на північний захід від Ясс.

## Населення
За даними перепису населення 2002 року у селі проживали 405 осіб, з них 404 особи (99,8%) румунів. Усі жителі села рідною мовою назвали румунську.